# Den Irske Hungersnød, 1740-41
|  | Artiklen indgår i en serie om Irlands historie |
Den Irske Hungersnød 1740-41 var en hungersnød i Irlands historie. Den kan have været lige så voldsom som den langt mere kendte Store Hungersnød i 1840'erne. Hvor 1840'ernes hungersnød var forårsaget af en svampeagtig infektion, der angreb kartoflerne, var den i 1740-41 forårsaget af usædvanligt koldt og regnfyldt vejr i de foregående år, der havde medført en meget dårlig høst. Fødevaremangel var med til at få en række sygdomme til at brede sig. Denne kulde blev set flere steder i Europa og anses i dag for at være noget af det sidste, man mærkede til den lille istid.
Der forefindes ingen information, der opgør det samlede antal af døde forårsaget af hungersnøden. Da demografiske opgørelser fra perioden er meget begrænsede, men i følge de sjældne folketællinger blev 15.000 husholdninger i County Kerry formindsket til 11.000 i 1742.
Ved hungersnøden 1845-52 har det også vist sig svært at opgøre dødsraten, og det til trods for at man har folketællinger intakte fra såvel 1841 som 1851. Den irske historiker Joe Lee har ved at kigge på samtidige skildringer og informationer fra andre samtidige hungersnødskatastrofer sandsynliggjort, at dødstallet kunne være lige så højt som i 1845-52, nemlig godt 10 procent af befolkningen. Han mener, at det har været overset, at der ikke dengang var en massiv udvandring, som det var tilfældet i 1800-tallet.
1741 var hungersnøden på sit højeste, og det var her, at dødstallene kulminerede, og året kendes i den folkelige erindring som Mandefaldsåret.